# 天主教新拉雷多教區
天主教新拉雷多教區（拉丁語：Dioecesis Novolaredensis）是墨西哥一個羅馬天主教教區，屬蒙特雷總教區。
教區成立於1989年11月6日，位於塔毛利帕斯州西北部。2004年有教友791,000人（佔轄區總人口81.0%）、卅四個堂區、六十二名司鐸。現任教區主教為古斯塔夫·羅德里格斯·貝加。